# Elvin Hayes
Elvin Ernest Hayes (ur. 17 listopada 1945 w Rayville) – amerykański koszykarz, występujący na pozycjach silnego skrzydłowego lub środkowego, mistrz NBA z 1978, członek Koszykarskiej Galerii Sław im. Jamesa Naismitha.
Mierzący 206 cm wzrostu koszykarz studiował na University of Houston, gdzie w latach 1965–1968 grał w drużynie uczelnianej Houston Cougars. Do NBA został wybrany z 1. numerem w drafcie 1968 przez San Diego Rockets. W organizacji tej, działającej także jako Houston Rockets, grał do 1972. W swoim pierwszym sezonie został królem strzelców ligi, regularnie znajdował się w czołówce najlepiej zbierających. W debiutanckim sezonie 1968/1969 zajął drugie miejsce w głosowaniu na debiutanta roku NBA.
W 1972 odszedł do Baltimore Bullets. W Bullets występował do 1981, w 1978 został mistrzem NBA. Ostatnie sezony spędził ponownie w Rockets, karierę zakończył w 1984. 
Dwanaście razy brał udział w NBA All-Star Game. W 1996 znalazł się wśród 50 najlepszych graczy występujących kiedykolwiek w NBA.

## Osiągnięcia

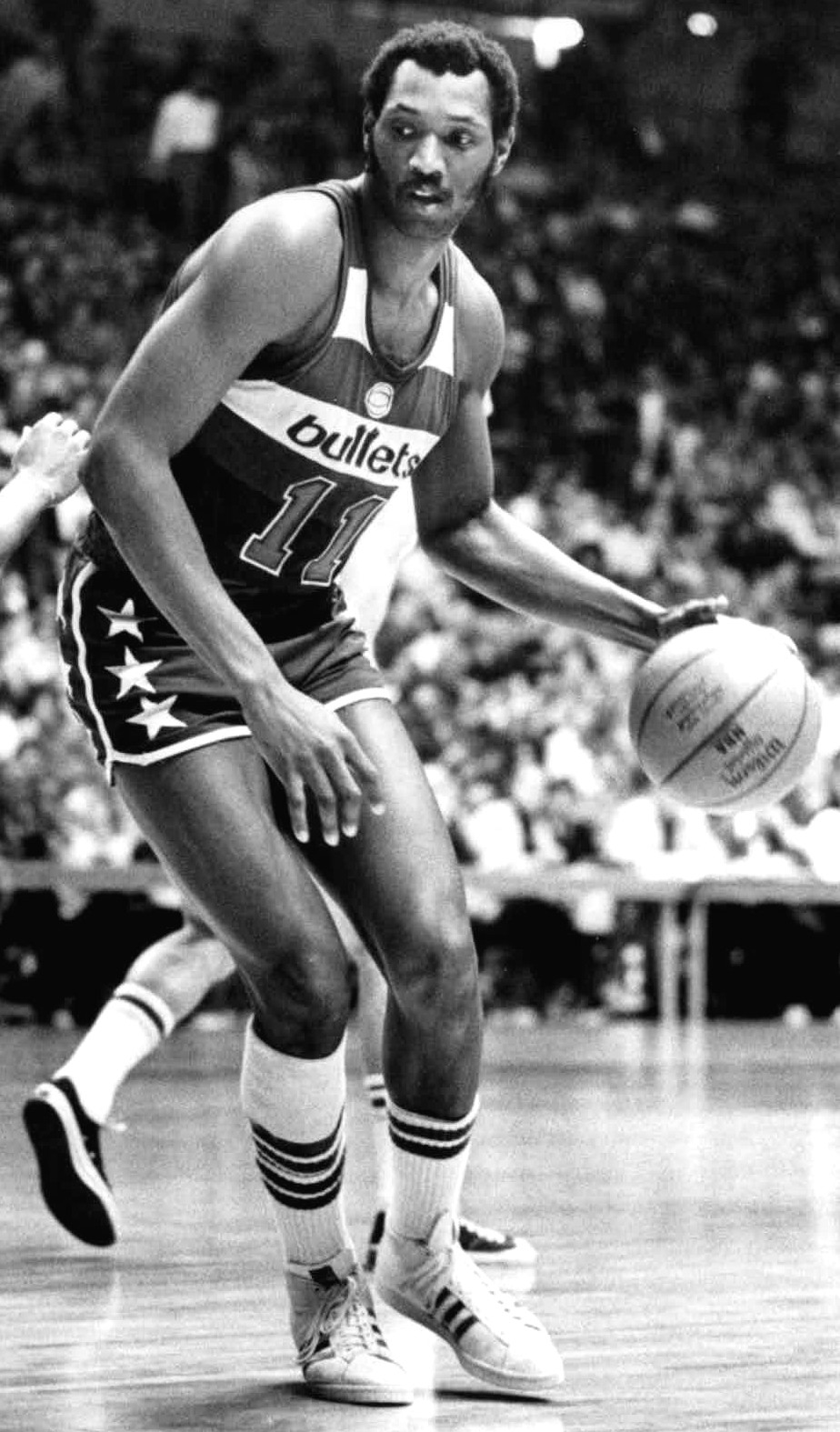
Hayes w barwach Washington Bullets (1975).

### NCAA
- Uczestnik rozgrywek:
  - NCAA Final Four (1967, 1968)
  - turnieju NCAA (1966–1968)
- 2-krotnie zaliczany do I składu All-American (1967-1968)[7]
- Zawodnik Roku NCAA według:
  - Associated Press (1968)[8]
  - United Press International (1968)[9]
  - Sporting News (1968)[10]
- Zaliczony do:
  - I składu turnieju NCAA (1967)[11]
  - Akademickiej Galerii Sław Koszykówki (2006)[12]
- Uczelnia zastrzegła należący do niego numer 44

### NBA
- Mistrz NBA (1978)[1]
- Wicemistrz NBA (1979)[1]
- Uczestnik meczu gwiazd:
  - NBA (1969–1980)[5]
  - NBA vs ABA (1971)[13]
  - Legend NBA (1986, 1989, 1990)[14]
- Wybrany do:
  - I składu:
    - NBA (1975, 1977, 1979)[15]
    - I składu debiutantów NBA (1968)[16]

  - II składu:
    - NBA (1973-74, 1976)[15]
    - defensywnego NBA (1974–75)[17]
- Lider:
  - sezonu regularnego w:
    - punktach NBA (1969)[18]
    - zbiórkach (1970, 1974)[19]

  - play-off w średniej:
    - zbiórek (1974, 1978, 1979)[20]
    - bloków (1976)[21]
- Zawodnik tygodnia NBA (9.11.1980)[22]
- Klub Washington Wizards zastrzegł należący do niego w numer 11[23]
- Zaliczony do:
  - grona 50 Najlepszych Zawodników w Historii NBA (NBA’s 50th Anniversary All-Time Team – 1996)[6]
  - składu najlepszych zawodników w historii NBA, wybranego z okazji obchodów 75-lecia istnienia ligi (2021)[24]
- Członek Koszykarskiej Galerii Sław (Naismith Memorial Basketball Hall Of Fame - 1990)[2]